# Dexter l'esteta
Dexter l'esteta (Dexter by Design) è il quarto libro della saga di Dexter. Edito da Mondadori, è il seguito di Dexter l'oscuro.

## Trama
Dexter Morgan e Rita Bennett, appena sposati, sono in luna di miele a Parigi; una delle tappe del tour è una galleria d'arte non convenzionale chiamata Jennifer's Leg.
Tornato a Miami, Dexter deve fare i conti con un nuovo assassino seriale che acconcia le sue vittime come opere d'arte, ma anche con la sorella che, da tempo al corrente del suo "hobby", non ne accetta la natura; a complicare la situazione anche il Passeggero Oscuro che sembra non essere particolarmente collaborativo dopo le disavventure affrontate in Dexter l'oscuro.

## Stile narrativo
Lo stile narrativo è, come in tutti gli altri romanzi, in prima persona.

## Edizioni
Jeff Lindsay, Dexter l'esteta, collana Il Giallo Mondadori, Mondadori, 2011.